# Medalha de reconhecimento
A Medalha de Reconhecimento é atribuída aos militares que em situação de campanha ou em circunstâncias com ela directamente relacionadas, bem como noutras missões de serviço em território nacional ou no estrangeiro, designadamente no âmbito das missões humanitárias e de paz, tenham estado privados de liberdade. É outorgada pelo Ministro da Defesa Nacional.
Esta, a última medalha militar portuguesa a ser criada, em 27 de Dezembro de 2002, veio ao encontro dos pedidos de muitos militares, nomeadamente os que combateram na Índia, em 1961, e que ficaram depois prisioneiros de guerra da União Indiana, de certa forma esquecidos pelo Governo português, que se recusou a acatar as condições indianas - entre outras, a de que apenas navios ou aviões civis poderiam recolher os militares portugueses. Muitos prisioneiros sairam do cativeiro às suas custas ou com o auxílio financeiro das populações de Goa, Damão e Diu.

## Desenho
O seu desenho é o seguinte:
- Anverso: estrela de cinco pontas, cinzeladas, cada uma terminada por uma esfera armilar pequena; ao centro, um disco carregado de um emblema nacional rodeado de um listel circular com a legenda «RECONHECIMENTO», em letras de tipo elzevir, maiúsculas;
- Reverso: idêntico ao anverso, mas tendo ao centro um disco com a legenda «A QUEM SE SACRIFICOU PELA PÁTRIA», em letras de tipo elzevir, maiúsculas, dispostas em seis linhas; cercando a legenda, duas vergônteas de louro, frutadas e cruzadas nos topos proximais.